# ソフィア王妃芸術センター
ソフィア王妃芸術センター（ソフィアおうひげいじゅつセンター、西: Museo Nacional Centro de Arte Reina Sofía、MNCARS）は、スペインのマドリードにある美術館。フアン・カルロス1世の王妃ソフィアにちなんで名付けられた。20世紀の近現代美術を中心に展示されている。

## 概要
メインの建物となるサバティーニ館は、18世紀にカルロス3世が、イタリアの建築家フランチェスコ・サバティーニに命じて設計させた病院を改築したもの。サバティーニ館の南側に2005年、フランスの建築家ジャン・ヌーヴェルの設計による新館が増築されている。サバティーニ館は1階から4階までの4フロア、新館は0階と1階の2フロアで構成されている。
パブロ・ピカソやサルバドール・ダリ、ジョアン・ミロなどの作品を多く所蔵する。ピカソの代表作『ゲルニカ』は、スペインへの「里帰り」後、プラド美術館別館から本美術館に移され、常設展示されている。企画展示は主にサバティーニ館3階で行われる。

## アクセス
- アトーチャ駅（レンフェ（スペイン国鉄）、マドリード地下鉄）からすぐ。
- プラド美術館から徒歩圏内。

## ギャラリー

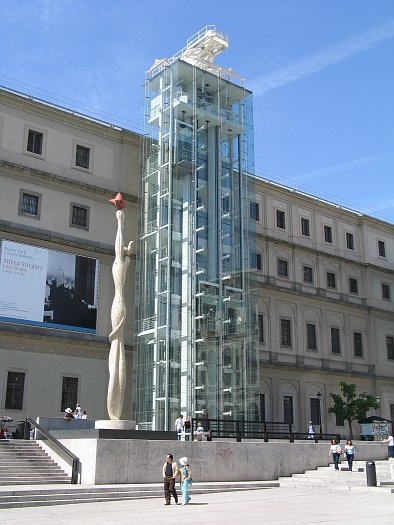
入口
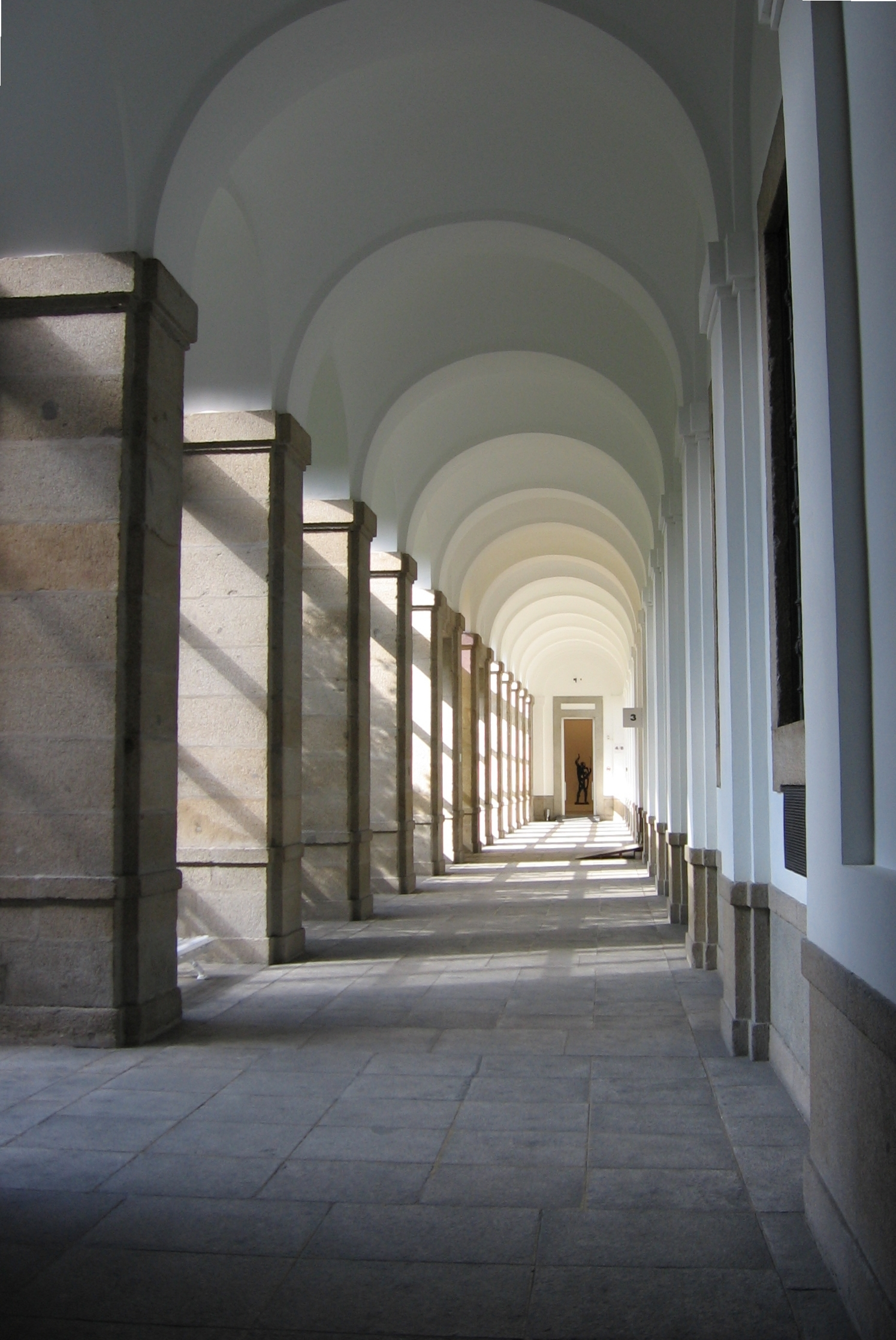
回廊
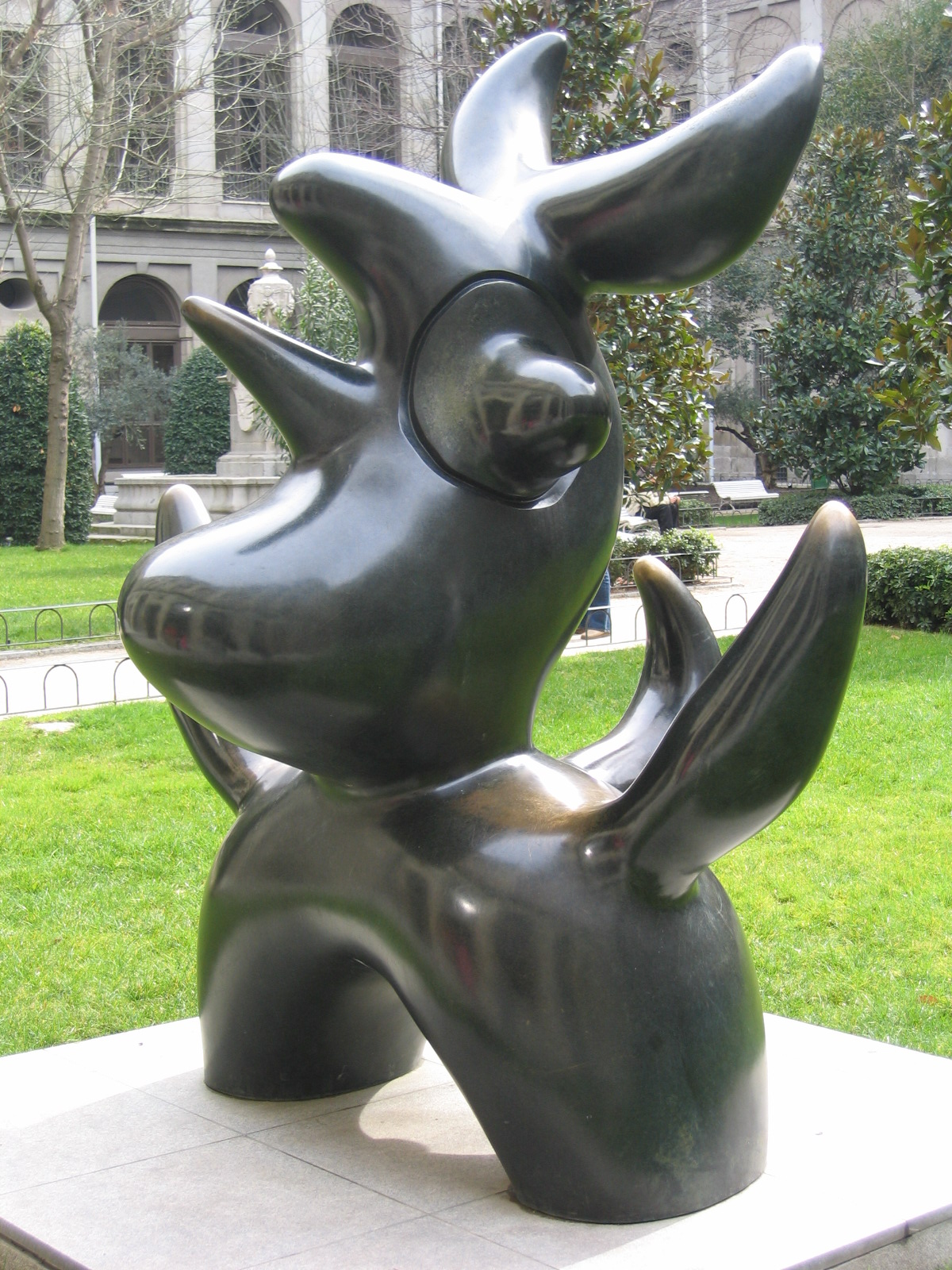
パティオに展示してあるミロの彫刻

## コレクション

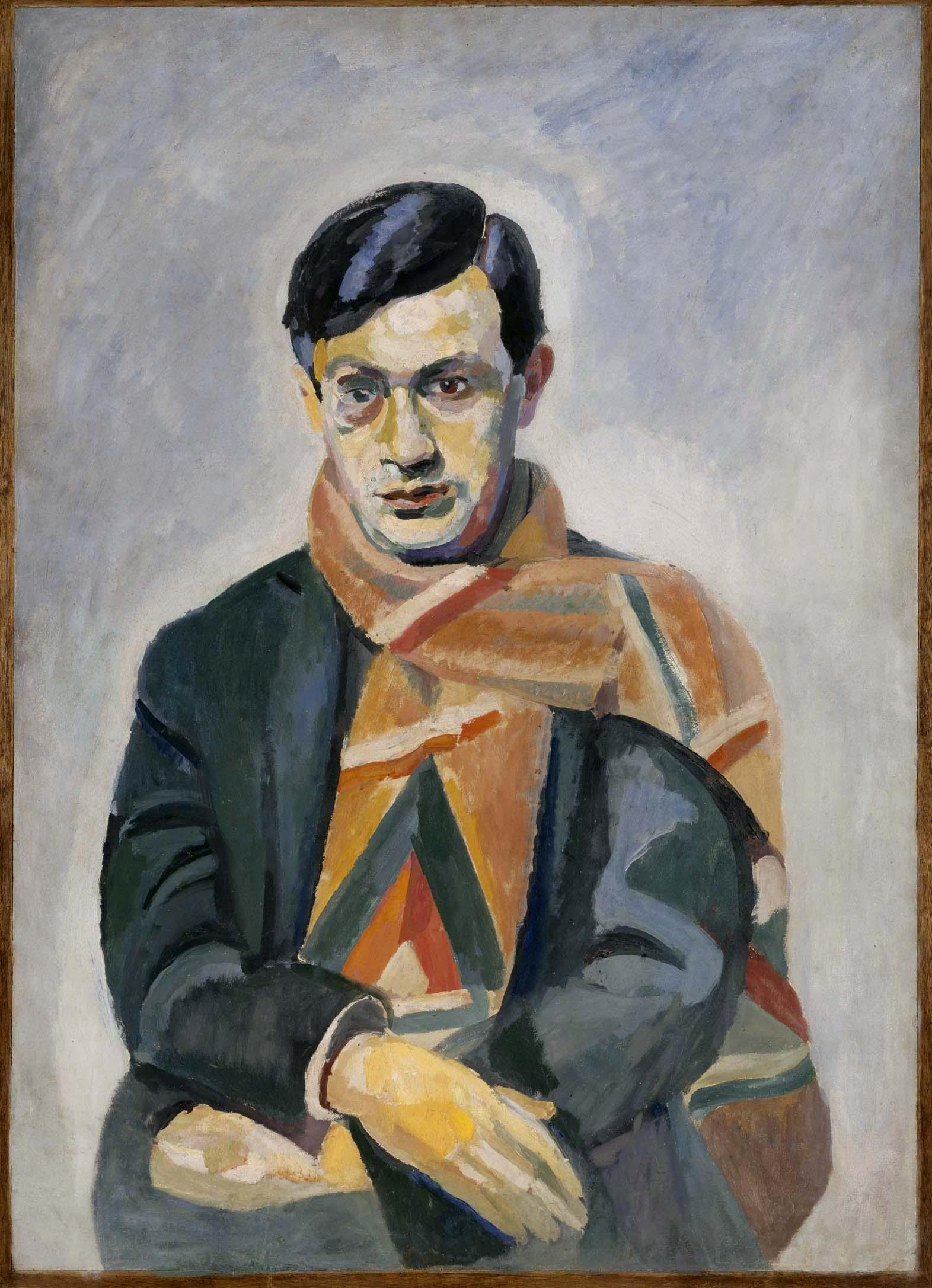
ロベール・ドローネー トリスタン・ツァラの肖像 (1924)
フアン・グリス アニスの瓶 (1914)
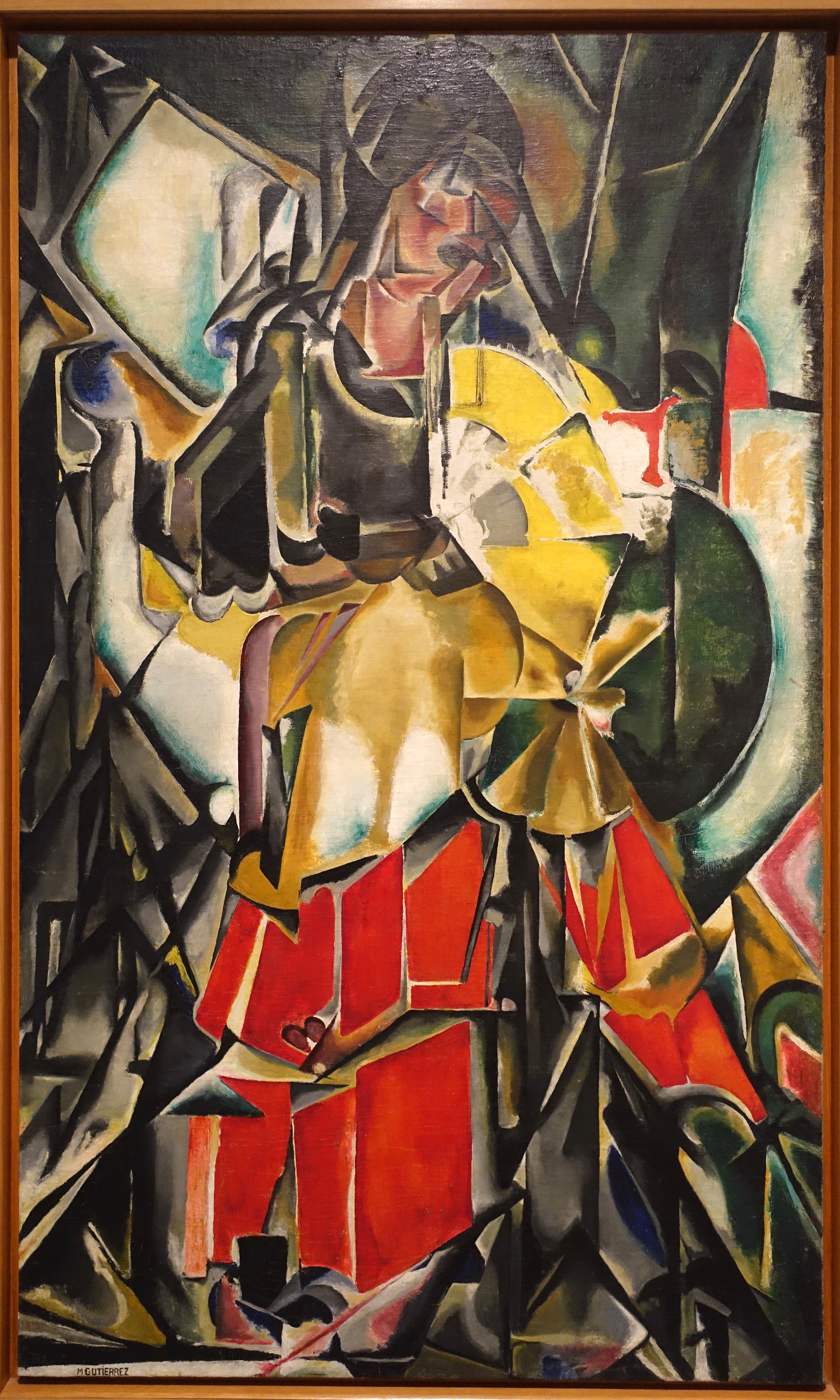
マリア・ブランシャール Femme à l'éventail (1916)
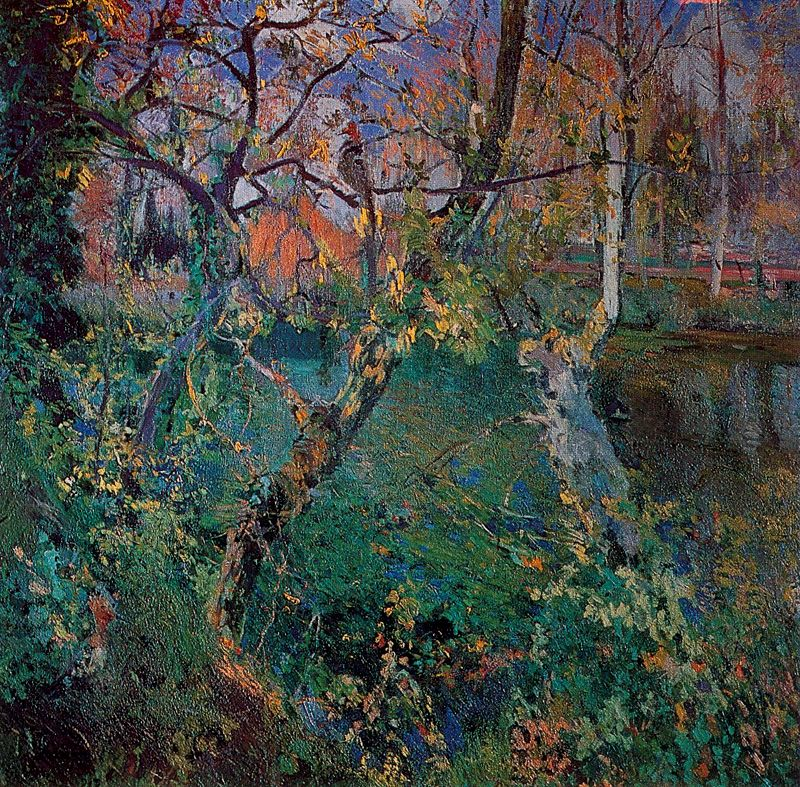
ジョアキム・ミール モグダの水辺 (1917)
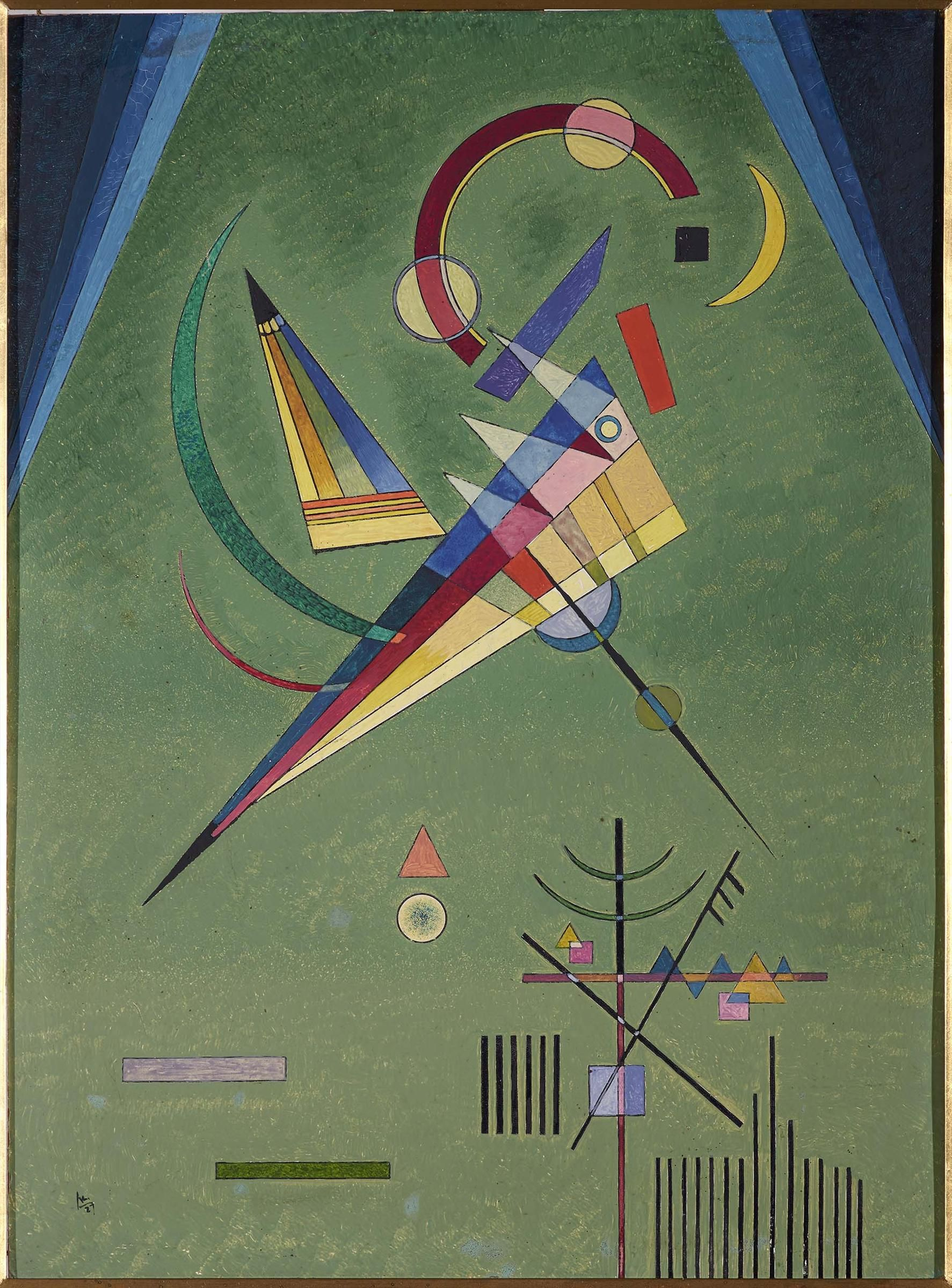
ワシリー・カンディンスキー "Frei(Libre)"(1927),

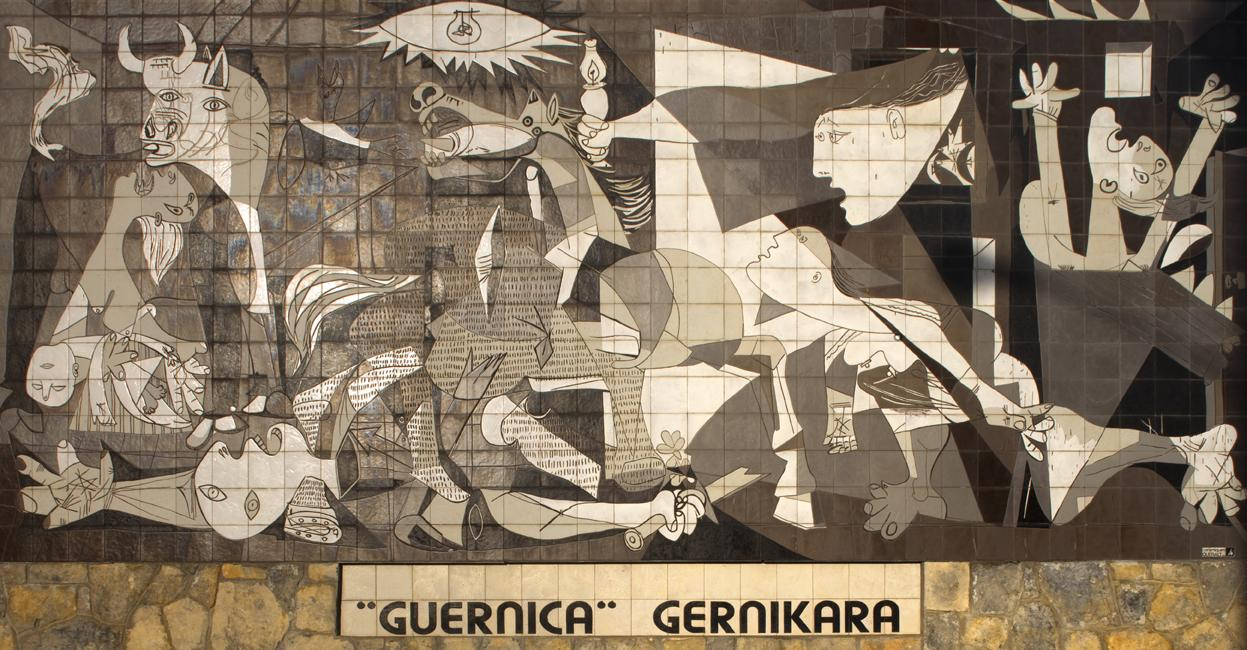
ゲルニカ